# زاك كينغسلي
زاك كينغسلي (بالإنجليزية: Zach Kingsley)‏ (18 يناير 1980 بسبوكين في الولايات المتحدة - ) هو لاعب كرة قدم أمريكي في مركز الوسط. لعب مع كولورادو رابيدز وSeattle Sounders (1994–2008) ‏.

## وصلات خارجية
- زاك كينغسلي على موقع الدوري الأمريكي (الإنجليزية)
- زاك كينغسلي على موقع قاعدة بيانات كرة القدم.إي يو (الإنجليزية)